# Podbila
Podbila – wieś w Bośni i Hercegowinie, w Federacji Bośni i Hercegowiny, w kantonie zachodniohercegowińskim, w gminie Posušje. W 2013 roku liczyła 146 mieszkańców, z czego większość stanowili Chorwaci.